# Loga
Pour le quartier de la ville allemande de Leer, voir Loga (Leer).
Loga est une ville du département de Loga, dans la région de Dosso, au sud-ouest du Niger.

## Géographie

### Administration
Loga est une commune urbaine du département de Loga, dans la région de Dosso au Niger.
C'est le chef-lieu de ce département.

### Situation
Loga est située à environ 65 km au nord de Dosso et 120 km à l'est de Niamey, la capitale du pays.
| Tondikandia      | Tondikandia | Matankari |
| Tagazar          | Loga        | Falouel   |
| Koygolo, Sokorbé | Mokko       | Falouel   |

## Population
La population de la commune urbaine était estimée à 87 211 habitants en 2011
,.